# Constituția Germaniei

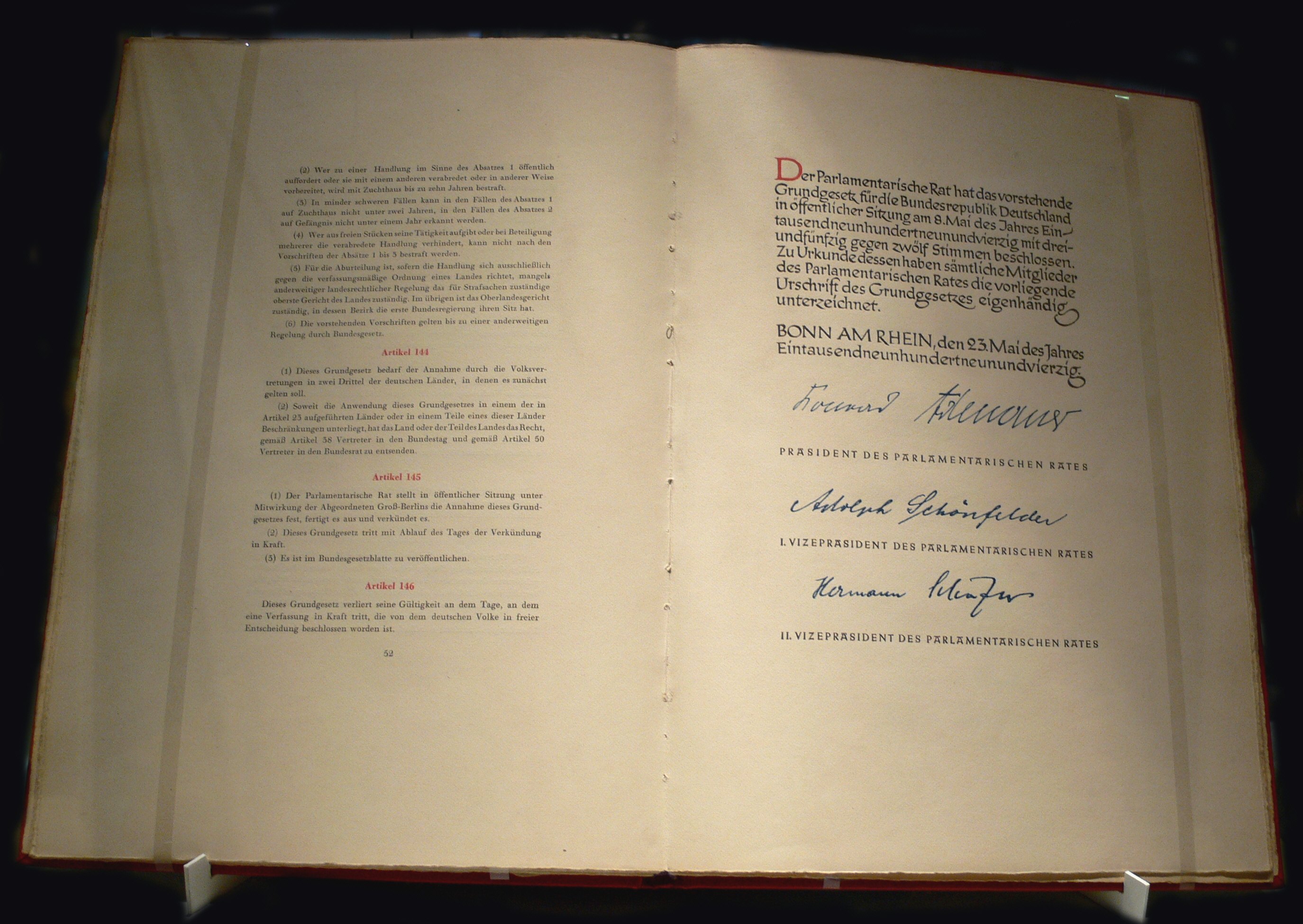
Grundgesetz (1949)

Legea Fundamentală a Republicii Federale Germania (în germană: Grundgesetz für die Bundesrepublik Deutschland, scurtat Grundgesetz, tradus lege fundamentală, și uneori abreviat GG sau GrundG) reprezintă consituția Republicii Federale Germania.
Consiliul Parlamentar, adunat la Bonn între septembrie 1948 și iunie 1949, a redactat și aprobat Legea Fundamentală, care a intrat in vigoare pe 23 mai, după ce a fost aprobată pe 12 mai de către forțele ocupatoare formate din aliații din vest. Textul a fost intitulat „lege fundamentală” (germană: Grundgesetz) pentru a indica faptul că era un text legislativ provizoriu, până la reunificarea Germaniei. Cu toate astea, cand reunificarea s-a realizat in 1990, Legea Fundamentală a fost păstrată ca textul definitiv al constituției Germaniei reunificate.
Textul original a fost adoptat în zonele ocupate de Franța, Regatul Unit și Statele Unite, și la insistența acestora a exclus Berlinul de Vest. În 1990 a fost semnat Tratatul doi plus patru (între RFG, RDG, și cei 4 aliați care au ocupat Germania), care a adus unele modificări constituției.
Eficiența constituției se reflectă azi în dezvoltarea economică și în stabilitatea politică. Pe plan politic soluția numită „vot de neîncredere constructiv” a făcut ca de la înființare (1949) până acum (2020) Germania să nu aibă decât 12 președinți federali și 8 cancelari (prim-miniștri) federali.

## Istoria constituției
Statul german începându-și existența sub formă de imperiu, poporul german a fost la început organizat în principate de sine stătătoare - în urma Păcii Westfalice din 1648 -, care mai târziu s-au reunit în jurul Prusiei pentru a forma în final Republica Federală Germania. Prima formă de constituție pe care au avut-o statele germane a fost elaborată după modelul Cartei Constituționale franceze în al doilea deceniu al secolului al XIX-lea.
Un alt moment constituțional important este dat de constituția de la Weimar, adoptată în urma primului război mondial, pentru a reglementa Republica de la Weimar, cu denumirea oficială de Deutsches Reich.
Actuala constituție a Germaniei a fost adoptată în 1949 când, după al doilea război mondial, Aliații au propus celor 11 landuri să creeze o republică federală a statelor germane de vest. Acestea au acceptat propunerea numai ca soluție termporară, până la unificarea tuturor landurilor. De aceea constituția adoptată atunci nu a purtat numele de Verfassung (constituție), ci Grundgesetz (lege fundamentală), pentru a sublinia caracterul ei provizoriu.
Republica Federală Germania, la care în 1990 a aderat și RDG-ul de până atunci, și-a păstrat legea fundamentală drept constituție pentru că aceasta își dovedise eficiența de-a lungul unei jumătăți de secol de la adoptare. Totuși în decursul vremii starea de fapt a impus unele modificări.

## Structura constituției

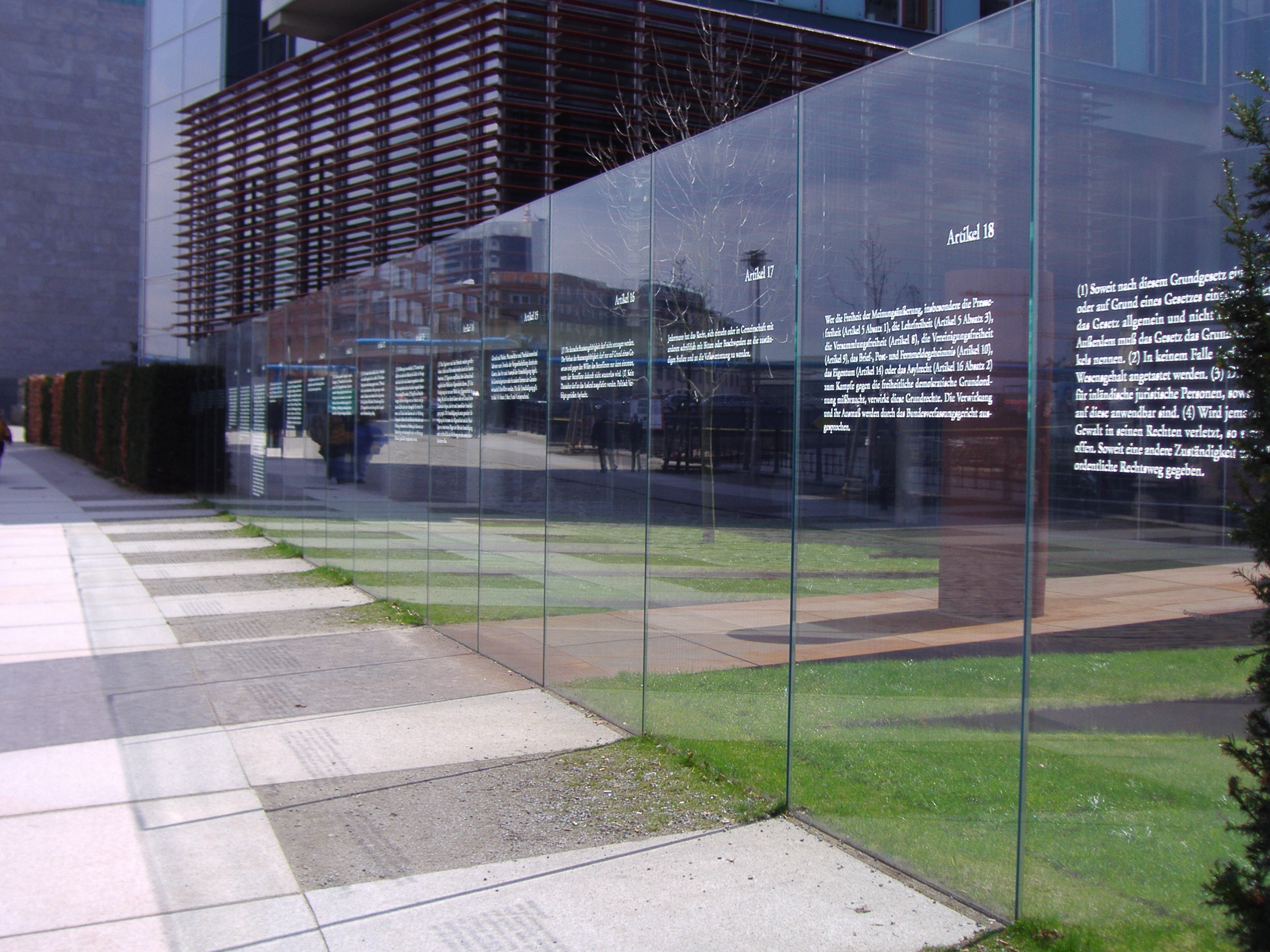
Primele 19 articole

Constituția Germaniei numără 146 articole grupate în 11 capitole. În preambulul Legii fundamentale a Germaniei sunt declarate cele mai importante valori pentru germani: pacea, egalitatea în drepturi și libertatea de autodeterminare, raportate la responsabilitatea față de divinitate dar și față de om. Tot în preambul se află și lista celor 16 landuri federale ale Germaniei.
Constituția este dată de poporul german, în virtutea puterii constituante, și este valabilă pentru toți germanii, adică și pentru cei din diaspora.
În primul capitol sunt enumerate drepturile fundamentale ale cetățenilor, în cel de-al doilea sunt reglementate relațiile dintre constituțiile landurilor și cea federală precum și raportul dintre dreptul național și cel european. Capitolele 3, 4, 5 și 6 descriu atribuțiile și funcționarea instituțiilor federale cele mai importante: președintele, bundestagul (parlamentul), bundesratul (consiliul federal al landurilor), comisia de mediere între bundestag și bundesrat, guvernul, curtea constituțională ș.a. În capitolul următor se descrie cum se adoptă legile federale. Capitolul 8 este rezervat aplicării legilor și administrației federale, iar capitolul 9 se ocupă cu puterea judecătorească. Finanțele sunt reglementate prin articolele capitolului 10. Următorul capitol, 10a, tratează despre starea de apărare, iar cel de-al 11-lea capitol încheie constituția cu dispoziții finale și tranzitorii.

## Monitorizarea respectării constituției
La respectarea constituției veghează și Curtea Constituțională Federală Bundesverfassungsgericht, care e compusă din două camere a câte 8 judecători: 8 sunt aleși de către bundestag (parlament), iar ceilalți 8 sunt aleși de către bundesrat, Consiliul Federal. Aceștia se ocupă în special cu interpretarea și aplicarea constituției prin:
1. rezolvarea litigiilor cu privire la funcționarea puterilor publice
2. controlul constituționalității și calității normelor juridice
3. soluționarea recursurilor înaintate de particulari care-și apără drepturile fundamentale.

Când Curtea Constituțională Federală decide neconstituționalitatea unei legi, Legislativul are datoria s-o revizuiasă, de obicei până la un termen, dar fără ca legea să iasă din vigoare.

## Căi de modificare a constituției
În capitolul 7 referitor la legislația federală, la articolul 79, sunt prevăzute căile de modificare a Grundgesetz (abreviat GG). Modificările Legii Fundamentale se fac prin adoptarea de legi care modifică sau completează textul GG. Legea este adoptată dacă obține voturile a două treimi din membrii Bundestagului (Parlamentului Federal) și două treimi din voturile Bundesratului (Consiliului Federal al Landurilor). Modificarea organizării federației în landuri și a principiilor fundamentale enunțate în primele 20 de articole este interzisă.
Până acum cea mai importantă modificare a Legii fundamentale germane a avut loc cu ocazia reunificării Germaniei din 1990, când au fost eliminate:
- caracterul provizoriu al Grundgesetz,
- toate referirile la împărțirea Germaniei în cele 2 state RFG și RDG
- precum și articolul 23 despre o modalitate de unificare (devenită depășită)[8]